# Ullångers distrikt
Ullångers distrikt är ett distrikt i Kramfors kommun och Västernorrlands län. Distriktet ligger omkring Ullånger i södra Ångermanland. 

## Tidigare administrativ tillhörighet
Distriktet inrättades 2016 och utgörs av Ullångers socken i Kramfors kommun.
Området motsvarar den omfattning Ullångers församling hade 1999/2000.

## Tätorter och småorter
I Ullångers distrikt finns en tätort men inga småorter.

### Tätorter
- Ullånger